# El Zapote, Las Margaritas
El Zapote är en ort i Mexiko.   Den ligger i kommunen Las Margaritas och delstaten Chiapas, i den sydöstra delen av landet, 900 km öster om huvudstaden Mexico City. El Zapote ligger 1 047 meter över havet och antalet invånare är 125.
Terrängen runt El Zapote är kuperad. Runt El Zapote är det ganska glesbefolkat, med 47 invånare per kvadratkilometer. Närmaste större samhälle är San Antonio Porvenir, 5,2 km sydväst om El Zapote. I omgivningarna runt El Zapote växer i huvudsak städsegrön lövskog.